# Allidiostoma simplicifrons
Allidiostoma simplicifrons är en skalbaggsart som beskrevs av Leon Fairmaire 1885. Allidiostoma simplicifrons ingår i släktet Allidiostoma och familjen Hybosoridae. Inga underarter finns listade i Catalogue of Life.